# 高倉梨奈
高倉 梨奈（たかくら りな、1975年12月4日 - ）は、日本のAV女優。リズムプロモーション所属。

## 略歴・人物
東京都出身。1997年3月1日、「水月涼（みづき りょう）」として川崎ロック座でストリップデビュー。
2003年、「高倉梨奈」の芸名でAVデビュー。以後、ストリッパー及びAV女優として活動。
2015年1月21日の水月涼のブログで、3月の仙台での公演をもってストリッパーを引退することを発表。

## 出演作品

### アダルトビデオ

#### 2003年
- 義姉さん、昼間からいです 5（9月9日、クリスタル映像）他出演:柏木ありさ、朝比奈リリ子、浅岡裕恵、白石玲子、北川まこ
- THE ヨバイ盗撮 撮影とちゃうからしたいんや、早よやらせてくれー!（9月11日、アテナ映像）他出演:藤本瞳、中島りお、森川りな
- エッチなお姉さんに誘われて 11（10月25日、シー・ツー・コーポレーション）他出演:櫻守ヒカル、浜田凛、夏目ヒカル、森咲小雪、桜希のあ
- 淫らなお姉さんは好きですか 8（11月6日、クリスタル映像）他出演:風間ゆみ、吉崎沙南、安西なるみ、松岡紗幸、川原レイナ
- 酔狂伝 1 酔った女の本気汁（11月13日、クリスタル映像）他出演:風間ゆみ、くらもとまい、沢田ひとみ、三春あいり
- 美貌もゆがむ羞恥の人妻（11月27日、現映社）※「高倉りな」名義　他出演:坪井千夏
- 媚薬 性欲むき出しでチンポを欲しがる女（12月4日、グローリークエスト）
- 新婚妻は裸にエプロン 2（12月4日、クリスタル映像）他出演:風間ゆみ、松下美代、渡瀬澪、仁科里緒、泉優
- スチュワーデス First Class （12月6日、フリービジョン）他出演:森咲雪子、吉岡真世

#### 2004年
- 未亡人 柔肌の悶え 3 アソコが忘れてくれないの（1月20日、クリスタル映像）他出演:伊沢涼子、静原まみ、仁科里緒、時枝みと、瀬乃菜美
- 奥様欲情日記 後ろからして ガマンできないのッ! お、奥さん…（1月21日、アテナ映像）他出演:森咲小雪、松沢真理、君島美香
- 団地妻 発情集合住宅の淫らな昼下がり（1月21日、ビッグモーカル）他出演:森口玲、青山桃、森ゆうき
- 人妻 lesbian room（2月20日、シャイ企画）:西村あみ、河夏夜
- 匂い姉（2月21日、KUKI）他出演:青山遥、葉山小姫、皇怜海
- M的妻（3月10日、グトーバルメディアエンタテインメント）
- 誘惑ミセス 58（3月12日、U&K）
- 男喰い熟女 〜女体生け花教室〜（3月15日、マドンナ）共演:松岡紗幸
- Madam Erotica 5（3月22日、ステージメディア）他出演：秋元のり子、上松ゆり
- 隣の奥さんに甘えたい 11（4月10日、シー・ツー・コーポレーション）他出演:栗原さつき、桜木亜美、月野真夜、観月ゆり、和田さやか
- 熟女ナマ撮り（4月15日、マドンナ）共演:松岡紗幸
- 先生は僕の奴隷だ! 家庭教師の恥辱授業（4月17日、ビー・スバル・プロモーション）他出演:吉井彩華、中山りお
- 女が独りでヌク時。 第23巻（4月23日、U&K）
- 寸止め 5 生ごろしはヤメて!（4月29日、クリスタル映像）他出演：紫彩乃、結城はるか、木村沙恵、藤森かおり
- 私を抱いてくれますか? 昼下がりの団地妻（4月30日、ステージメディア）他出演:小沢志乃
- 私は痴女 我田淫吸（5月11日、クリスタル映像）他出演:瀬乃奈美、相沢奈菜、松坂樹梨、白鳥るり、杉浦あや
- 若妻の匂い 第五章（5月15日、シー・ツー・コーポレーション）他出演:姫野愛、夢村早紀、宮下沙奈絵、斉藤りの、中條美華
- 女教師だってガマンできない… Lesson H vol.10（5月31日、ステージメディア）他出演:紫彩乃、須崎由奈、杉本まりえ
- バーチャル 高級デリヘル（7月5日、センタービレッジ）他出演:森川ゆり
- 妻味喰 The つまみぐい 3 他人の妻は…（7月22日、クリスタル映像）他出演:神咲レイラ、木下まお、細川えりか、藤里樹、磯野りりこ
- ペニバン逆アナル 2（8月19日、ナチュラルハイ）共演:早乙女みなき、常夏みかん
- ドキュメントレズビアン 「熟女と熟女」 #02（9月17日、ジャネス）共演:如月ユミ
- 友達のお母さんは綺麗（9月20日、ホットエンターテイメント）他出演:紫彩乃、紅蘭、小川英美
- 人妻の恥じらい －美奈子 27歳－（9月25日、ピースメーカー）※「美奈子」名義
- 奥様は元レースクイーン（10月7日、ディープス）
- 寸止め 7 生ごろしはヤメて!（10月16日、クリスタル映像）他出演:香坂ゆかり、神咲綾花、ささきふう香、夏目しおん、神咲レイラ
- 超絶 レズバトル 本妻VS愛人（11月4日、ディープス）共演:友田真希、足立じゅりあ
- 息子に襲われた義母 第二章（12月20日、ネクストイレブン）他出演:竹内ちぐさ、風間あげは

#### 2005年
- 熟女の恥悦 二人の淫乱熟女が魅せる猥褻リアル映像（1月1日、MOODYZ）他出演:神咲はな
- 近親相姦図 熟母相姦（1月8日、マルクス兄弟）
- 濡れ未亡人（2月20日、ネクストイレブン）他出演:冬木志保、君島美香子、坪井ちなつ、後藤恵理、竹村早織
- 新人バスガイド17人! 研修合宿（4月7日、V&Rプロダクツ）共演:橘真央、門倉麻美、浜咲レナ、竹中すみれ、石井かすみ、平山理央、鳥谷ひかる、伊吹沙、水島忍、松実桃香、藤沢美々、河合心菜、岩切あゆ、市川香澄、綾瀬ゆう、首藤理奈
- 新人バスガイド17人! 研修合宿の裏側全部見せます（4月7日、V&Rプロダクツ）共演:橘真央 高倉梨奈 門倉麻美 浜咲レナ 竹中すみれ 石井かすみ 平山理央 鳥谷ひかる 伊吹理沙 水島忍 松実桃香 藤沢美々 河合心菜 岩切あゆ 市川香澄 綾瀬ゆう 首藤理奈
- 非日常的悶絶遊戯 第三十九章 喪服姿の未亡人、梨奈の場合（4月10日、AVS）
- 優しい美人ママ、僕目線。（12月4日、タカラ映像）
- 熟女マニアがみる夢 ブルセラ熟女 9巻（12月10日、AVS）

#### 2006年
- 競泳水着の人妻（6月22日、アキノリ）共演:翔田千里、南原香織
- 今月の綺麗な熟女 10（6月25日、フォーディメンション）※「高倉りな」名義　他出演:長瀬優子、米田ゆか、河合夏美
- 発情OLオフィスで… 18（7月8日、クリスタル映像）他出演:小向杏奈、日向ありさ、倖田莉奈、広瀬亜希、小百合
- 近親妻 私、義兄に中出しされて義父にも犯されました（7月10日、隼エージェンシー）
- 白衣の女校医 5（7月15日、クリスタル映像）他出演:三矢久美、安奈久美、平山奈々、葵しづか、雪乃
- 月刊熟女秘宝館　初夏に蠢く汁濡れ熟女（7月20日、ネクストイレブン）他出演:中野君香、友田真希 他
- 禁断介護 〜義父と嫁の性〜（8月10日、グローリークエスト）
- 人妻痙攣水着人形 快楽蟻地獄（8月11日、映天）
- スケ透けエロマダム 8（10月10日、AVS）
- 熟女 逆ハーレム 6（12月9日、クリスタル映像）他出演:赤坂なつみ、萩原亜紀、沢田麗奈、南まいこ、寺澤しのぶ

#### 2007年
- Age36 高倉梨奈 独身 現役ダンス講師 〜仕事では見せないオンナの本性〜（1月5日、WOMAN）
- 競水ミセス Vol.04（1月10日、映天）
- 隣の人妻（1月13日、溜池ゴロー）
- 私は痴女 人妻編 奥さん!もうたまらんバイ（2月17日、クリスタル映像）他出演:寺澤しのぶ、横西奈々、緒川みずき、天海ゆり、青伊らん
- 人妻競水マニア Vol.7（3月24日、OFFICE K'S）
- 美熟女画報 [第十六号]（4月13日、溜池ゴロー）
- 美熟女 Venus port（4月16日、マキシング）
- セルブレズ（4月19日、スタイルアート）共演:千野麗香、美波志保
- 熟エロ ダンス・ファック 1（5月10日、AVS）
- 熟痴レズ 一（5月19日、スタイルアート）共演:葉月由良
- 誘惑の義母 愛欲の禁断関係（5月20日、ネクストイレブン）他出演:宮崎里子、和宮圭紀、筒見友
- 熟した競泳水着 4（6月5日、ジャネス）
- 人妻新鮮組 DVDスペシャル 2 6月8日、竹書房）他出演:千野麗香、矢吹涼子
- 痴女マダム（6月19日、スタイルアート）共演:千野麗香、美波志保
- くねる熟女と密室デート 7 梨奈30才（7月4日、AVS）
- 発情真堕夢（7月7日、AVS）共演:翔田千里
- 熟女温泉透けふぇち旅情 第三幕（7月7日、AVS）
- 美乳人妻淫猥ペット（8月7日、マドンナ）
- まさか叔母ちゃんに筆下ろしされるとは… 12（8月10日、東京音光）
- 美熟女 緊縛処女（8月13日、溜池ゴロー）
- 股間の切れ込みVサイン! 真夏のママさんバレー（8月25日、マドンナ）共演:志村玲子、天霧真世、間宮いずみ、坂本梨沙、葉月樹里
- オトナの願望 一夫多妻ハーレムライフ（9月6日、WOMAN）共演:友田真希、小池絵美子、麻生京子、天海ゆり
- 美熟女ナース奴隷 〜汚された看護婦の嘆き〜（9月7日、マドンナ）
- 東京セレブ 04（10月5日、ステージメディア）他出演:小沢志乃、久米かおる、上松ゆり
- 哀母近親相姦（10月7日、マドンナ）
- TEN GAL'S SEX5 えろ女・男喰い OL編（10月13日、ルミナス企画）他出演:日向ありさ、倖田莉奈、広瀬亜紀、小向杏奈、大塚咲、佐田絵里奈、あだちももこ、華咲りょう
- 熟痴レズ 2（10月19日、スタイルアート）共演:瀬戸ゆうき
- 背徳マダムの競泳水着レズ 1（10月19日、映天）共演:葉月由良
- 熟制服レズ 1（11月2日、映天）共演:押切麗奈
- 淫熟レズ汁 6（11月5日、ジャネス）共演:押切麗奈
- 義母 梨奈（11月13日、溜池ゴロー）
- 西●布発!! 人妻出張マッサージ!!（11月15日、ジャネス）他出演：萩原亜紀 他
- 淫乱美熟女 最高の筆おろし! 11（11月25日、マドンナ）共演:結衣
- セルブ艶女たちの競泳水着レズ 1（11月25日、ジャネス）共演:瀬戸ゆうき
- 裏調教人妻嬲り（12月13日、溜池ゴロー）
- ママさん集団大乱交 〜美熟女だらけのムラムラ饗宴〜（12月25日、マドンナ）共演:坂本梨沙、押切麗奈

#### 2008年
- 熟女の口はもっと嘘をつく。 熟雌女anthology #029（1月25日、アウダースジャパン）
- 月刊熟女秘宝館 人肌恋しい悦楽女体（1月25日、ネクストイレブン）他出演:真中優子、宮沢まどか、七楽亭遊子、秋津薫、一ノ瀬由美 他
- 肉欲的猥褻自慰 オナニーの調べ 第一章（2月1日、AVS）
- 東京美人妻エロス 〜30歳 - 34歳の中出し交尾〜（3月5日、NST）他出演:芹沢もにか、麻川梨乃、山吹センリ、神崎美樹、つゆの優
- マドンナ学園 6 〜教師と生徒・色欲の卒業式〜（3月25日、マドンナ）共演:風間ゆみ、五十川みどり、町村小夜子、一条恵、牧野遥
- お母さんと…（4月17日、タカラ映像）
- 母さんのひざまくら（4月24日、センタービレッジ）
- 大行列のできる素人熟女紹介所（4月30日、ビー・スバル・プロモーション）他出演:神崎美希、星野明日香、滝沢陽子、藤さおり、武田まり、芹沢真理 他
- 人妻痴女3人不倫旅行 1（5月15日、ジャネス）共演:七瀬たまき、よしこ
- 月刊熟女秘宝館 五月雨に淫れ乱れて滴る蜜汁（5月15日、ネクストイレブン）他出演:成沢ももか、野宮凛子、高倉朱々、浅倉麻耶、赤松由梨、友崎亜希
- 美熟女のギャル誘惑 レズ温泉旅行 弐（5月19日、スタイルアート）共演:七瀬たまき
- SEX WIFE －素人妻モデルズ3－（5月21日、ビデオバンク）共演:北崎未来　他出演:堀口奈津美、春野麻絢
- おかんと一緒にラブホテル（6月19日、ドグマ）
- レズの家 9（7月19日、スタイルアート）共演:鈴木千里
- レズ壺 vol.08 美熟女VS美少女の禁断な関係!（7月25日、ジャネス）共演:鈴木千里
- 巨尻妻（8月8日、映天）
- 義母と叔母 第六章（8月15日、ネクストイレブン）共演:桜井あずさ
- お母さんとセックス（8月19日、ミスター・インパクト）他出演:北原夏美、五十川みどり、林なお、松浦ユキ
- 母の淫らな日常（9月19日、ミスター・インパクト）他出演:北原夏美、五十川みどり、林なお、松浦ユキ、穂阪詩織
- レズビアン魂 双頭バイブ キル!キル!キル!（9月21日、h.m.p）共演:北崎未来　他出演:翔田千里、南原香織、瀬戸ゆうき、吉澤レイカ、あずま樹、松浦ユキ
- 素人奥さんに目隠しさせて羞恥SEX（10月15日、ネクストイレブン）他出演:吉井美希、桜井あずさ
- 特選熟女!! 高倉梨奈4時間（11月5日、ジャネス）※総集編

#### 2009年
- 義母さんが教えてあげる 6（4月10日、東京音光）
- 顔騎圧迫 妖艶美熟女八人股間圧着編（5月15日、実録出版）他出演:翔田千里、南原香織、松下ゆうか、浅倉彩音、檀杏奈、白川莉紗
- イタズラ屋外羞恥指令（5月20日、プリモ）他出演:石川鈴華、月野しずく
- ザ・近親筆下ろし 叔母ちゃんの童貞喰い 2（8月14日、東京音光）他出演:友崎亜希、松浦ユキ
- 熟女紀行（9月19日、AROUND）他出演:星野明日香、武田まり、小池幸

#### 2010年
- 叔母が筆おろししてあげる 3時間（1月25日、サイドビー）他出演:松浦ユキ
- 湯けむり官能小説物語 第四章（2月1日、AVS）
- 淫欲まみれの美人妻 Vol.02（4月1日、エマニエル）
- 三十路過ぎのさせ盛り妻（11月19日、エマニエル）他出演:玉置マリア

#### 2011年
- 人妻温泉 癒し系 39（5月4日、クリスタル映像）他出演:藤沢芳恵、北川亜矢、木村真子、笠月優子
- 親戚のおばさん（5月17日、センタービレッジ）
- 出張マッサージ 3 隣で旦那が寝込んだら奥さんのパンティにシミが広がりだして…目が誘うんです（7月6日、クリスタル映像）他出演:艶堂しほり、白石結衣、石黒樹里
- 人妻デリバリー 30（11月2日、クリスタル映像）他出演:結城みさ、近藤すみか、井川杏菜、白浜美砂子

#### 2015年
- 妻の入院 通い義母（3月7日、マドンナ）
- 人妻不倫巡り旅 東北・日本海編（5月20日、スターパラダイス）他出演:環あかり、黒木あげは、藤倉ちづる
- 義兄と悪巧みするバツ3女 義兄と一緒に生きてゆく… 愛と禁忌に犯された人妻美熟女の人生（5月25日、セレブの友）
- 熟女トライアングルレズビアン 〜背徳の三角関係〜（6月13日、U&K）共演:宮本紗央里、五十嵐しのぶ
- SM志願の夫と嫁 鼻フック好きな変態妻の寝取られ緊縛ファック!（6月13日、セレブの友）